# یوکی-اونا

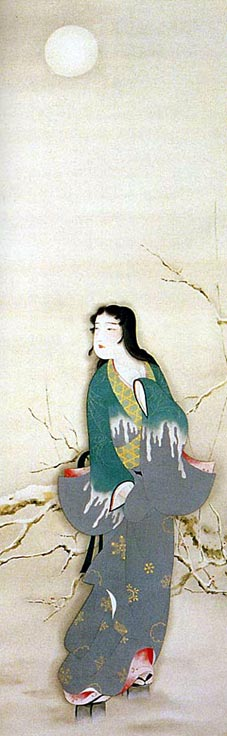
یک یوکی اونا

یوکی-اونا یا یوکی ئونا (雪女 , ت.ت. 'زن برفی')، یک روح یا یوکای در فولکلور ژاپن است. وی چهره‌ای محبوب در ادبیات ژاپنی، مانگا و همین‌طور در انیمه‌ها محسوب می‌شود. یوکی-اونا گاهی با یاما-اوبا («عجوزه کوهستان») اشتباه گرفته می‌شود، اما باید دانست که این دو با هم یکی نیستند.

## شرح
یوکی-اونا که ترجمه آن در فارسی زن برفی می‌شود، در اساطیر و فولکلور ژاپن روحی خبیث و خطرناک است که در کولاک و برف بر مردمان نمایان می‌شود و با واداشتن آنان به خوابیدن، آنان را طعمهٔ مرگ می‌سازد.
یوکی ئونا در هیئت زنی زیبا و رعنا بر افراد نمایان می‌گردد. آن‌ها زیبایی ماورایی، دارای موهای بلند سیاه و چشمان تیره و نافذ هستند. پوست آن‌ها همیشه جوان و مانند برف سفید است، اما بدنشان مثل یخ سرد است. تنها یک لمس آن‌ها کافی است تا به انسان یک سرمای عمیق و راسخ دهد. آن‌ها از نیروی حیات تغذیه می‌کنند و آن را از دهان انسان به‌وسیلهٔ تنفس یخی می‌مکند که قربانیان خود را منجمد و به حالت جامد درمی‌آورد. با وجود اینکه آن‌ها قاتل هستند، اما به‌طور کامل بی‌رحم نیستند. در افسانه‌ها آمده یوکی-اونا می‌تواند عاشق طعمه مورد نظر خود شوند و آن‌ها را آزاد کنند. حتی برخی تا آنجا پیش می‌روند که با انسان‌ها ازدواج می‌کنند و با هم خوشبخت زندگی می‌کنند. با این حال، از آنجایی که ارواح فراطبیعی هرگز پیر نمی‌شوند، شوهرانشان به هویت واقعی آن‌ها پی می‌برند. این رازگشایی معمولاً به این ازدواج‌های شاد خاتمه می‌دهد.

## افسانه‌ای از هرن
دو جوان از بوران و برف به کلبه‌ای کوهستانی پناه بردند. نیمه شب، یوکی ئونا به کلبه درآمد و با دمیدن نفس خود بر چهرهٔ جوان بزرگتر، جان او را گرفت و بعد به سراغ جوان دیگر رفت و گفت به جوانی و زیبایی او رحم می‌کند، به شرطی که او هم این ماجرا را فراموش کند و از قتل جوان دیگر با نفس یوکی ئونا با هیچ‌کس سخن نگوید.
فردای آن روز، مردم آن منطقه دو جوان را یافتند که یکی از سرما یخ زده بود و دیگری از ترس، مدهوش بود. مردم، جوان مدهوش را به هوش آوردند و او با یادآوری شرط زن برفی، از او سخنی نگفت. چند سال گذشت و جوان با زنی زیبا به نام یوکی آشنا شد و با او ازدواج کرد. یوکی به معنای برف است، امّا این نام در ژاپن نامی رایج است و شنیدن این نام در جوان وحشتی برنینگیخت
سال‌ها گذشت و یوکی با گذشت این سال‌ها ثابت کرد زنی خوب و برای مادر شوهر خود نیز عروسی مطلوب است. شبی از شبها شوهر همسر خویش را در کنار آتش دید که در حال دمیدن بر آتش بود و در این حال نوری عجیب از چهرهٔ او پرتو می‌افکند که او را به یاد زن برفی و حادثهٔ دوران جوانیش انداخت. مرد که قول خود را پس از گذشت سال‌ها فراموش کرده بود، از ماجرای کلبهٔ کوهستانی و ملاقات خویش با یوکی ئونا با همسرش سخن گفت.
ناگهان چهرهٔ یوکی از خشم برافروخته شد و قول پیشین را به شوهر خویش یادآوری کرد و به او گفت اگر یک بار دیگر، فقط یک بار دیگر از این ماجرا با کسی سخن بگوید، فرزندشان را خواهد کشت. با گفتن این حرف و در همین لحظه، یوکی ئونا آب شد و به زمین رفت و از آن پس بر خانوادهٔ میرای خویش نمایان نشد.

## جستارهای وایسته
- جک فراست
- ملکه برفی
- بانوی سفیدپوش
- یاما-اوبا
- یتی